# Topolovățu Mare

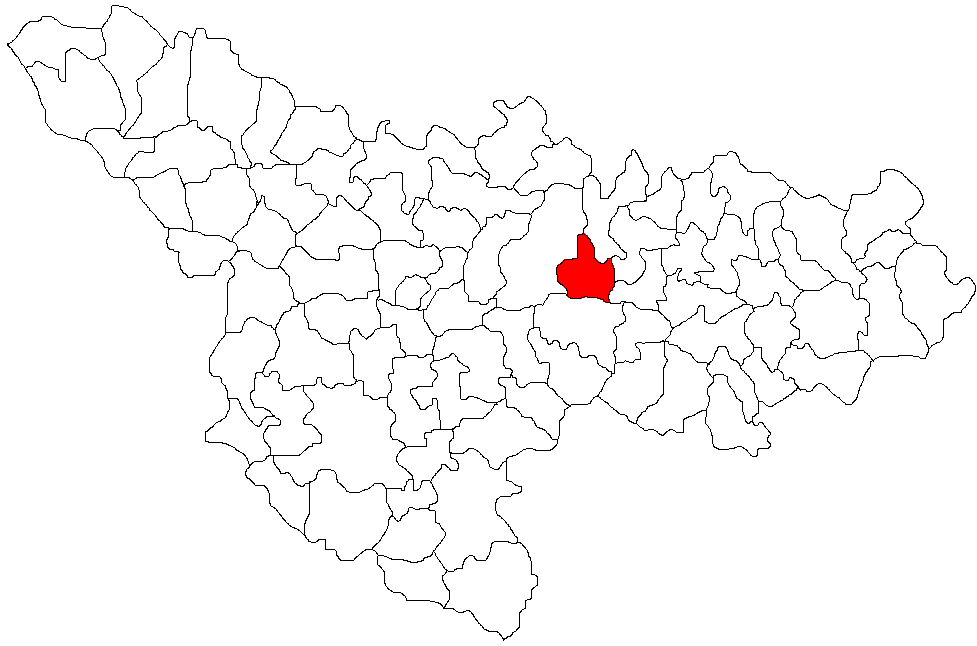
Lage der Gemeinde Topolovățu Mare im Kreis Timiș

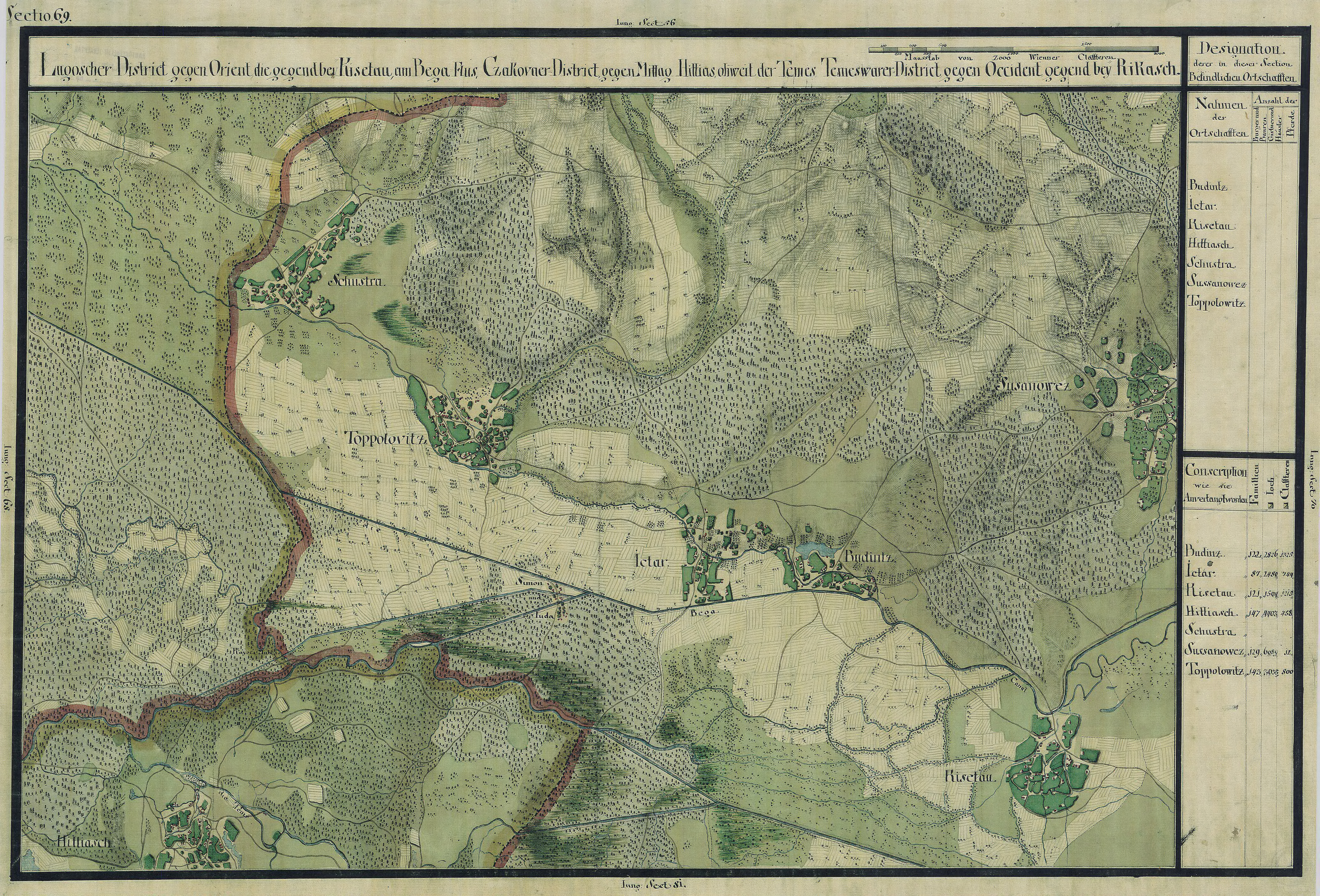
Topolovățu Mare auf der Josephinischen Landaufnahme (1769–1772)

Topolovățu Mare (deutsch Großtoplowetz, ungarisch Nagytopoly) ist eine Gemeinde im Kreis Timiș, in der Region Banat, im Südwesten Rumäniens. Zur Gemeinde Topolovățu Mare gehören auch die Dörfer Cralovăț, Ictar-Budinț, Iosifalău, Șuștra und Topolovățu Mic.

## Geografische Lage
Topolovățu Mare liegt in der Mitte des Kreises Timiș, an der Nationalstraße DN6, auf halber Strecke zwischen Timișoara und Lugoj, am rechten Begaufer.

## Nachbarorte
| Șuștra     | Cralovăț                                    | Ghizela        |
| Bazoșu Nou | Kompassrose, die auf Nachbargemeinden zeigt | Iosifalău      |
| Bazoș      | Racovița                                    | Topolovățu Mic |

## Geschichte
Der Ort Topolovăț wurde 1554 erstmals in einer türkischen Schrift urkundlich erwähnt. Zur Zeit der Josephinischen Landaufnahme von 1717, hieß der Ort Topolovac  und hatte 40 Häuser. Dank der günstigen Verkehrslage an der Kreuzung Timișoara-Lugoj und Buziaș-Lipova gab es 1767 in Topolovăț eine Poststation.
1728 begannen die Arbeiten am Begakanal. Zur Regulierung der Bega legte der holländische Ingenieur Max Fremaut zwischen 1758 und 1760 in Topolovăț und Coșteiu Schiffshebewerke an. Um die nötige Arbeitskraft für den Bau der Hebewerke zu sichern, wurden Arbeitslager geschaffen. So entstanden Topolovățu Mic und Coșteiu Mic. Vorerst gehörte Topolovățu Mic zu Topolovățu Mare. Seit 1828 ist Topolovățu Mic ein eigenständiges Dorf.
Der Vertrag von Trianon am 4. Juni 1920 hatte die Dreiteilung des Banats zur Folge, wodurch Topolovățu Mare an das Königreich Rumänien fiel.

## Demografie
Die Bevölkerungsentwicklung der Gemeinde Topolovățu Mare:
| 1880 | 5277 | 4182 | 107 | 139  | 849             |
| 1910 | 6244 | 3899 | 299 | 1171 | 875             |
| 1930 | 5247 | 3393 | 150 | 827  | 877             |
| 1977 | 4140 | 3100 | 90  | 336  | 614             |
| 2002 | 2971 | 2510 | 62  | 28   | 371             |
| 2021 | 2576 | 2097 | 18  | 4    | 457 (78 Serben) |